# Корецкий, Виктор Борисович
Ви́ктор Бори́сович Коре́цкий (1909—1998) — советский художник-плакатист, график.
Заслуженный художник РСФСР (1961). Лауреат двух Сталинских премий (1946, 1949).

## Биография
Родился 5 (18) мая 1909 года в Киеве.

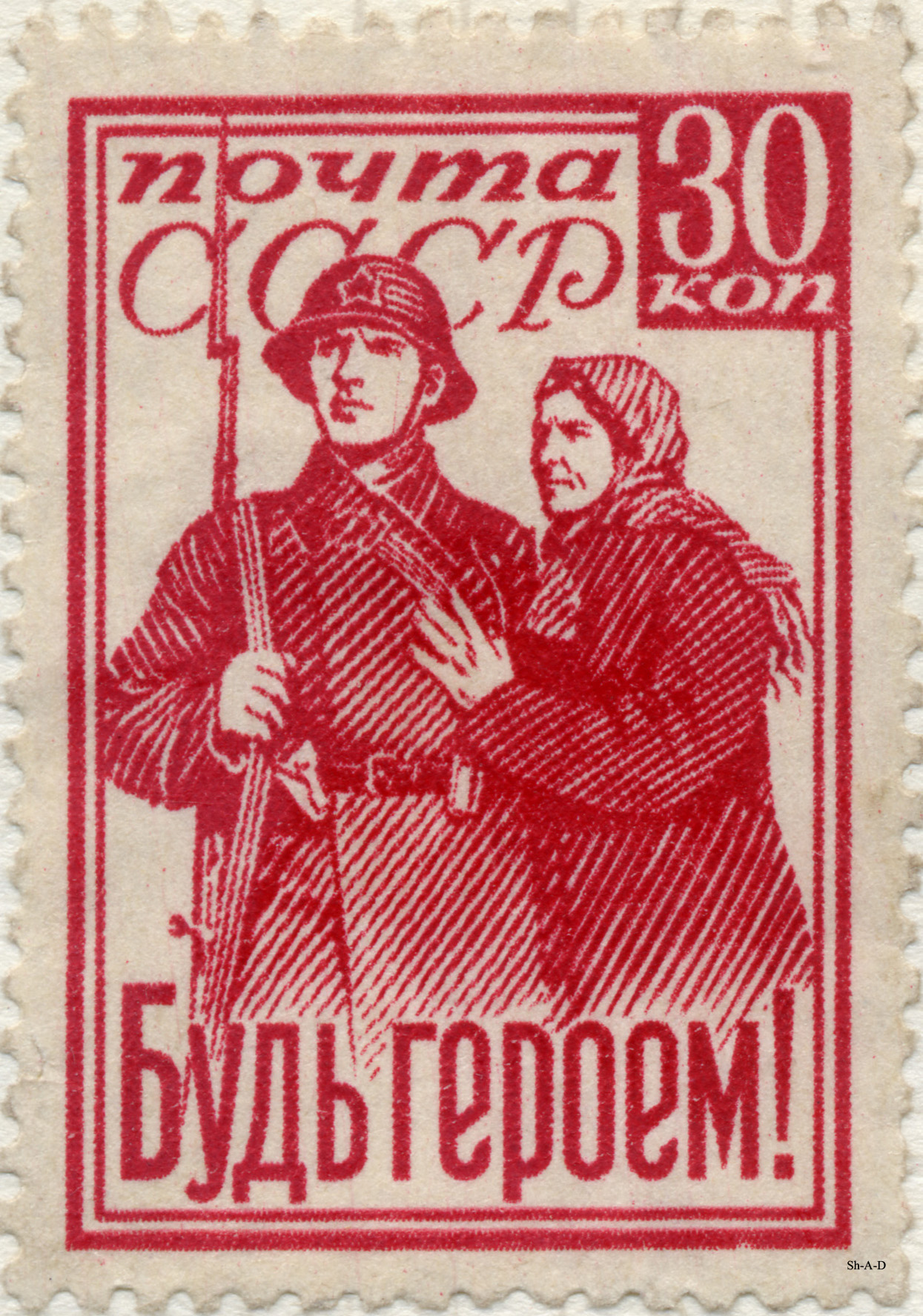
Почтовая марка В. Корецкого «Будь героем!» 1941 года

В 1921—1929 годах учился в Московской школе изобразительных искусств.
В 1920—1930-е годы создал галерею портретов артистов. С 1931 года рисовал плакаты. Сотрудничал с издательствами «ОГИЗ-ИЗОГИЗ», «Искусство». В 1939—1987 годах член редколлегии в издательстве «Рекламфильм». Творческий метод художника основан на сочетании натурных фотографий с рисунком карандашом и гуашью.
В годы Великой Отечественной войны создал свыше 40 плакатов. С 1956 года работал в объединении «Агитплакат».
Автор первой советской почтовой марки, посвящённой Великой Отечественной войне «Будь героем!», которая была выпущена 12 августа 1941 года. Она была первой и последней почтовой миниатюрой художника. Ещё два его произведения стали сюжетами почтовых марок: разработанная им эмблема Спартакиады народов СССР изображена на одной из марок серии 1956 года, выпущенной к Спартакиаде, а принадлежащий его перу плакат 1940 года «Встреча Красной Армии с населением Западной Украины и Западной Белоруссии» представлен на одной из марок серии 1968 года, эмитированной в связи с 50-летием Вооружённых Сил СССР.
Умер 4 июля 1998 года. Похоронен в Москве на Ваганьковском кладбище.

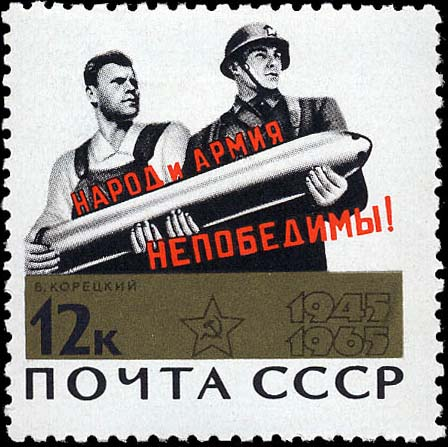
Плакат В. Корецкого «Народ и армия — непобедимы!» на почтовой марке СССР 1965 года

## Творчество
- «Привет Великому Союзу ССР» (1937)
- «Если завтра война...» (1938)[7]
- «Наша армия есть армия освобождения трудящихся всей земли» (1939)
- «Народ и армия — непобедимы!» (1941)
- «Воин Красной Армии, спаси!» (1942)
- «Боец, спаси меня от рабства!» (1942)
- «Восстановим!» (1947)
- «Мы требуем мира» (1950)
- «Мир победит!» (1950)
- «Болтун — находка для врага» (1954)
- «Шестой Всемирный фестиваль — встреча культур народов» (1957)
- «Бессмертие Ленина — в наших свершениях» (1964)
- «Будьте прокляты!» (1965)

## Награды и премии
- Сталинская премия второй степени (1946) — за серию военных плакатов (с коллективом)
- Сталинская премия третьей степени (1949) — за серию политических плакатов (с коллективом)[8]
- Заслуженный художник РСФСР (1961)
- Золотая медаль «Борец за мир» Советского Комитета защиты мира (1974)